# Concorso a premi (film)
Concorso a premi (The Ducksters) è un film del 1950 diretto da Chuck Jones. È un cortometraggio d'animazione della serie Looney Tunes, uscito negli Stati Uniti il 2 settembre 1950. Il titolo originale è una parodia di quello del film del 1947 I trafficanti (The Hucksters). Dal 1999 viene distribuito col titolo Gioco a premi.

## Trama
Porky Pig è il concorrente di un gioco a premi radiofonico intitolato Esatto o AAAAHHH!! (parodia macabra del quiz show Truth or Consequences) in cui l'obiettivo è rispondere a domande quasi impossibili o assurdamente oscure poste da Daffy Duck. Quando Porky non risponde correttamente o in tempo, deve "pagare la penalità", ad esempio finendo su una sega circolare o venendo fatto saltare in aria con della dinamite mentre cerca di rispondere alla domanda successiva. Anche i premi sono simili, poiché vincere la Rocca di Gibilterra o l'acqua delle Cascate del Niagara fa sì che tutto ciò gli venga gettato addosso durante il programma. Alla fine Daffy sfida Porky a una domanda finale per un grosso premio. Porky deve indovinare chi è una misteriosa star del cinema, avendo come unico indizio la registrazione di lei che si lava i denti il mercoledì. Porky non riesce a rispondere correttamente e Daffy lo invita nello spogliatoio della star per incontrarla, per poi rivelare che si tratta di un gorilla che procede a massacrare brutalmente Porky. Il maialino esce e avanza minacciosamente verso Daffy, che si arrende e gli consegna il jackpot (26 milioni e tre centesimi). Porky contatta immediatamente il presidente della società radiofonica e la compra per l'importo esatto del premio. Poiché ora è il suo capo, Porky si scambia di ruolo con Daffy e gli fa passare tutte le angherie da lui subite.

## Distribuzione

### Edizione italiana
Il corto arrivò in Italia direttamente in televisione negli anni settanta. Il doppiaggio, eseguito dalla C.V.D., presenta alcune imprecisioni nell'adattamento (ad esempio, quella comprata da Porky viene definita una società televisiva). Un nuovo doppiaggio fu eseguito per l'uscita in VHS nel 1999 dalla Angriservices Edizioni, sotto la direzione di Renzo Stacchi su dialoghi (più corretti) di Giorgio Tausani. Nel DVD fu però incluso il primo doppiaggio. Non essendo stata registrata una colonna internazionale, in entrambi i casi fu sostituita la musica presente durante i dialoghi.

### Edizioni home video

#### VHS
America del Nord
- The Looney Tunes Video Show, #1 (1982)

Italia
- Pacco a sorpresa! (1999)

#### Laserdisc
- Ham on Wry: The Porky Pig Laser Collection (10 marzo 1993)

#### DVD
Il corto fu pubblicato in DVD-Video in America del Nord nel secondo disco della raccolta Looney Tunes Golden Collection: Volume 1 (intitolato Best of Daffy & Porky) distribuita il 28 ottobre 2003; il DVD fu pubblicato in Italia il 2 dicembre 2003 nella collana Looney Tunes Collection, col titolo Daffy Duck & Porky Pig.